# Коляда Михайло Сергійович
Михайло Сергійович Коляда (рос. Михаил Сергеевич Коляда) — російський фігурист, що спеціалізується в одиночному катанні, олімпійський медаліст, призер чемпіонатів світу та Європи, володар інших титулів.
Срібну олімпійську медаль Коляда здобув у складі збірної олімпійців з Росії в командних змаганнях на Пхьончханській олімпіаді 2018 року, де виступав як з короткою, так і довільною програмою.